# Reflections (From The Vault Of Smoke + Mirrors)
«Reflections (From The Vault Of Smoke + Mirrors)» es un álbum recopilatorio de la banda estadounidense de pop rock Imagine Dragons. Fue lanzado el 23 de febrero de 2025 por medio de KIDinaKORNER e Interscope Records, en conmemoración del décimo aniversario del segundo álbum de estudio de la banda, «Smoke + Mirrors», juntando 14 demos inéditos que no fueron publicados oficialmente por los intérpretes.
Fue producido por la agrupación, el productor inglés Alex Da Kid, el músico Asa Taccone y el dúo Goldwiing (conformado por Wayne Sermon y Andrew Tolman, ex-baterista de Imagine Dragons) y precedido por un sencillo, «Monica».

## Antecedentes

### The Itch
El 4 de febrero de 2025, Imagine Dragons publicó en X e Instagram: "Rasca la superficie del espejo donde se juega el juego, allí yace el tesoro, un vistazo anticipado hecho por Dan". El ARG dio lugar a un juego de Unity titulado "Reflections", subido por Dan Reynolds. Cada nivel del juego contaba con una demo completamente nueva de Imagine Dragons, reproduciéndose a lo largo del nivel, lo que sumaba un total de 24 demos inéditas. De estas 24, solamente 12 temas serían lanzados en «Reflections», con excepción de «Destroyed» y el demo de «I Bet My Life», que no estaban en el listado de canciones. Las 23 nuevas canciones se recopilaron extraoficialmente y se les conoce como "The Itch", nombre que proviene del sitio web "itch.io", donde fueron halladas por primera vez.

## Promoción
La promoción del álbum inició formalmente el 26 de enero de 2025, cuándo fue anunciado en las redes sociales de la agrupación. Al día siguiente, «Monica» fue lanzado como el primer y único sencillo del álbum. El 11 de febrero de 2025 la banda publicó el listado de canciones que formarían parte de «Reflections».
Al igual que ocurrió con «Smoke + Mirrors», la banda volvió a recurrir con el artista de renombre Tim Cantor para elaborar la portada de «Reflections», misma que sería usada para promocionar el álbum conmemorativo «Smoke + Mirrors Ten», cuyo lanzamiento en abril de 2025 incluye «Reflections» en disco de vinilo, el cual también fue lanzado de forma individual con el disco de color azúl.

## Controversias

### Cronología de las canciones
Durante la promoción de «Reflections», la agrupación comentó que todos los temas del álbum pertenecían a las sesiones de grabación de «Smoke + Mirrors». Sin embargo, los fans se percataron que la mayoría de los demos habían sido creados antes o después del lanzamiento de «S+M»:
- «Strange Ways» data del año 2019 y aparece de fondo en una de las transmisiones en directo de Twitch del vocalista Dan Reynolds.[9]
- «The Journey» fue creado durante la producción de «Mercury – Act 1» entre 2020 y 2021. El nombre del demo se puede ver parcialmente en una pizarra en el video letrista de la canción «Easy Come Easy Go».[10]
- Se tiene registro que «Mayday» fue creada en el año 2009, con un fan en Reddit comentando que halló un CD antiguo de la agrupación, titulado «Imagine Dragons Velour Sampler», en donde el nombre de la canción aparece como la septima y última pista del disco.[11]
- Se cree que los temas «Woke», «Monica», «A-OK», «Playin' Me», «My Car» y «Cowboy» fueron creados durante la segunda etapa de producción del quinto álbum de la banda «Mercury – Acts 1 & 2». Cada uno de los demos comparten las mismas características letristas, con un significado simple y directo, además de tener una calidad similar en cuanto a voces e instrumentales. Esto se refuerza aún más cuándo el ingeniero de grabación Matthew Sedivy, quien trabajó con la agrupación durante la producción del álbum doble en los temas «Wrecked», «Easy Come Easy Go», «Cutthroat», «Crushed», «Take It Easy» y «Tied», publicó una lista de reproducción de Spotify en su página web con las canciones de la banda en las que el trabajó, en donde también forman parte «The Journey» y «My Car».[12]
- Además del demo de «I Bet My Life», los únicos temas de «Reflections» que legítimamente fueron hechos durante la era «Smoke + Mirrors» son «Black» y «Destroyed», ambos apareciendo en una pizarra en el trailer promocional del álbum, lanzado el 16 de diciembre de 2014. Una canción que forma parte de las sesiones de grabación de «S+M», pero que no fue agregada a «Reflections» es «Easy», tema incluido en la reedición del segundo Extended play de la agrupación, «Hell And Silence EP» y que también aparece en la pizarra del trailer de «Smoke + Mirrors».[13][14]
- Por último, los Demos «I Get Carried Away» y «The Ghost Intervention» se registraron en el año 2013, previo al inicio de la producción del álbum.

### Arte promocional
Durante la promoción del álbum, la banda publicó en sus redes sociales el contenido del vinilo de «Reflections», en donde la imagen promocional que conforma la agrupación solamente incluyó las fotos de Dan Reynolds, Wayne Sermon y Ben McKee, excluyendo al ex-baterista Daniel Platzman.
Lo mismo ocurrió cuando Imagine Dragons compartió en sus redes sociales una publicación dónde conmemoraban el décimo aniversario de «Smoke + Mirrors», fueron compartidas las fotos de Reynolds, Sermon y McKee, así como la portada del álbum.
Si bien el arte promocional de «Reflections» refleja la formación de la banda en 2024, Daniel Platzman aún era miembro de Imagine Dragons durante el lanzamiento de «Smoke + Mirrors», apareciendo en los créditos letristas de todas las canciones del álbum.

## Lista de canciones
| Reflections (From The Vault Of Smoke + Mirrors) |                                 |          |  |
| N.º                                             | Título                          | Duración |  |
| 1.                                              | «Woke» (Demo)                   | 3:40     |  |
| 2.                                              | «The Ghost Intervention» (Demo) | 3:13     |  |
| 3.                                              | «Monica» (Demo)                 | 3:18     |  |
| 4.                                              | «Black» (Demo)                  | 3:23     |  |
| 5.                                              | «Strange Ways» (Demo)           | 2:31     |  |
| 6.                                              | «I Get Carried Away» (Demo)     | 3:14     |  |
| 7.                                              | «A-OK» (Demo)                   | 2:22     |  |
| 8.                                              | «Destroyed» (Demo)              | 3:29     |  |
| 9.                                              | «Playin' Me» (Demo)             | 2:42     |  |
| 10.                                             | «My Car» (Demo)                 | 2:31     |  |
| 11.                                             | «Cowboy» (Demo)                 | 2:39     |  |
| 12.                                             | «Mayday» (Demo)                 | 3:12     |  |
| 13.                                             | «The Journey» (Demo)            | 2:40     |  |
| 14.                                             | «I Bet My Life» (Demo)          | 2:46     |  |
| 41:39                                           |                                 |          |  |

Lanzamiento en Vinilo
Reflections (From The Vault Of Smoke + Mirrors)
| Lado A |                                 |          |  |
| N.º    | Título                          | Duración |  |
| 1.     | «Woke» (Demo)                   | 3:40     |  |
| 2.     | «The Ghost Intervention» (Demo) | 3:13     |  |
| 3.     | «Monica» (Demo)                 | 3:18     |  |
| 4.     | «Black» (Demo)                  | 3:23     |  |
| 5.     | «Strange Ways» (Demo)           | 2:31     |  |
| 6.     | «I Get Carried Away» (Demo)     | 3:14     |  |
| 7.     | «A-OK» (Demo)                   | 2:22     |  |
| 21:41  |                                 |          |  |

| Lado B |                      |          |  |
| N.º    | Título               | Duración |  |
| 8.     | «Destroyed» (Demo)   | 3:29     |  |
| 9.     | «Playin' Me» (Demo)  | 2:42     |  |
| 10.    | «My Car» (Demo)      | 2:31     |  |
| 11.    | «Cowboy» (Demo)      | 2:39     |  |
| 12.    | «Mayday» (Demo)      | 3:12     |  |
| 13.    | «The Journey» (Demo) | 2:40     |  |
| 17:13  |                      |          |  |

## Créditos
Adaptados del vinilo de «Reflections (From The Vault Of Smoke + Mirrors)».
Imagine Dragons “Reflections (From The Vault Of Smoke + Mirrors)”
- Todas las canciones son interpretadas por Imagine Dragons.
- Escritores: Dan Reynolds, Wayne Sermon, Ben McKee, Daniel Platzman, Alexander Grant, Asa Taccone y Andrew Tolman.
- Publicadas por: Imagine Dragons Publishing (BMI) / Universal/KIDinaKORNER, Songs of Universal, Inc. (BMI) o/b/o Alexander Grant, Universal Music o/b/o Twonk Donklis, Andrew Tolman Music (BMI).
- Productores: Imagine Dragons, Alex Da Kid, Asa Taconne y Goldwiing.
- Masterizadas por Randy Merrill en “Sterling Sound” (Nueva York)

Cortesía de KIDinaKORNER/Interscope Records.
℗ 2025 KIDinaKORNER/Interscope Records